# Lissosculpta tangana
Lissosculpta tangana är en stekelart som först beskrevs av Joseph Kriechbaumer 1894.  Lissosculpta tangana ingår i släktet Lissosculpta och familjen brokparasitsteklar. Inga underarter finns listade i Catalogue of Life.